# Санту-Анжелу (микрорегион)

Санту-Анжелу на карте.

Санту-Анжелу (порт. Microrregião de Santo Ângelo) — микрорегион в Бразилии, входит в штат Риу-Гранди-ду-Сул. Составная часть мезорегиона Северо-запад штата Риу-Гранди-ду-Сул. 
Население составляет 	196 971	 человек (на 2010 год). Площадь — 	10 763,163	 км². Плотность населения — 	18,30	 чел./км².

## Демография
Согласно сведениям, собранным в ходе переписи 2010 г. Национальным институтом географии и статистики (IBGE), население микрорегиона составляет:						
| Полное население                             | Полное население                             | Полное население                             | Полное население                             | 196 971 |
| -------------------------------------------- | -------------------------------------------- | -------------------------------------------- | -------------------------------------------- | ------- |
| в том числе:                                 | Городское население                          | 149 580                                      | Процент городского населения, %              | 75,94   |
|                                              | Сельское население                           | 47 391                                       | Процент сельского населения, %               | 24,06   |
|                                              | Мужское население                            | 96 614                                       | Процент мужского населения, %                | 49,05   |
|                                              | Женское население                            | 100 357                                      | Процент женского населения, %                | 50,95   |
| Плотность населения, чел/км²                 | Плотность населения, чел/км²                 | Плотность населения, чел/км²                 | Плотность населения, чел/км²                 | 18,30   |
| Население микрорегиона в % к населению штата | Население микрорегиона в % к населению штата | Население микрорегиона в % к населению штата | Население микрорегиона в % к населению штата | 1,84    |

## Статистика
- Валовой внутренний продукт на 2003 составляет 2 098 263 773,00 реалов (данные: Бразильский институт географии и статистики).
- Валовой внутренний продукт на душу населения на 2003 составляет 10 076,02 реалов (данные: Бразильский институт географии и статистики).
- Индекс развития человеческого потенциала на 2000 составляет 0,783 (данные: Программа развития ООН).

## Состав микрорегиона
В составе микрорегиона включены следующие муниципалитеты:
1. Босорока
2. Катуипи
3. Дезесейс-ди-Новембру
4. Энтри-Ижуис
5. Эужениу-ди-Кастру
6. Жируа
7. Пирапо
8. Роладор
9. Санту-Антониу-дас-Мисойнс
10. Санту-Анжелу
11. Сенадор-Салгаду-Филью
12. Сан-Луис-Гонзага
13. Сан-Мигел-дас-Мисойнс
14. Сан-Николау
15. Убиретама
16. Витория-дас-Мисойнс